# Papirus Oxyrhynchus 2331

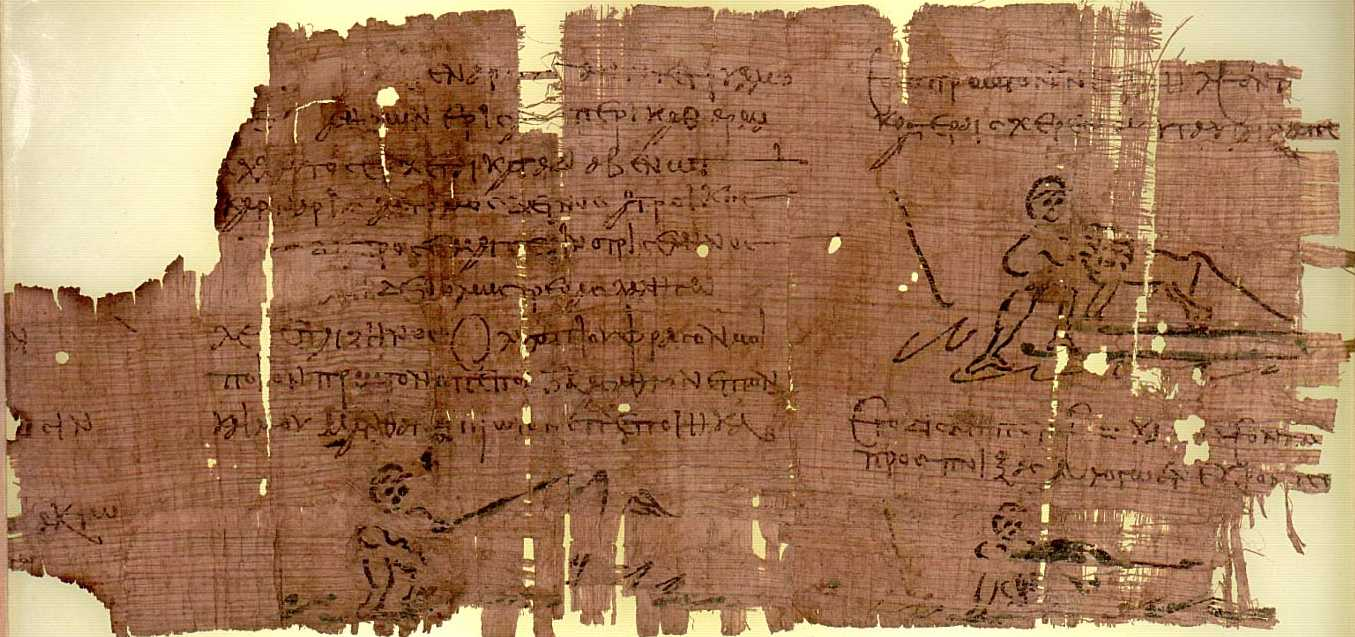
Papirus Oxyrhynchus 2331

Papirus Oxyrhynchus 2331 oznaczany jako P.Oxy.XXII 2331 zwany również Papirusem Heraklesa – fragment rękopisu w języku greckim opisujący Dwanaście prac Heraklesa. Fragment ten jest datowany na III wiek n.e. Tekst manuskryptu został opublikowany w roku 1954 przez C.H. Robertsa w The Oxyrhynchus Papyri, część XXII (22).
Rękopis ten zawiera trzy obramowane kolorowe rysunki. Wszystkie odnoszą się do pierwszej pracy Heraklesa, zabicia Lwa nemejskiego. Są one położone w środku tekstu. Papirus Oxyrhynchus 2331 jest jednym z niewielu zachowanych skrawków literatury klasycznej ilustrowanej na papirusie.
Rękopis został spisany na papirusie w formie zwoju. Rozmiary zachowanego fragmentu wynoszą 23,5 na 10,6 cm. Rękopis jest przechowywany w Papyrology Rooms, Sackler Library w Oksfordzie (P.Oxy.XXII 2331).